# 草柳俊二
草柳 俊二（くさやなぎ しゅんじ、1944年 - ）は、日本の工学者、東京都出身、東京都市大学客員教授、高知工科大学名誉教授、カンボジア工科大学客員教授、モンゴル科学技術大学客員教授。博士（工学）、土木学会認定特別上級土木技術者（施工・マネジメント）。土木学会名誉会員。専門は国際建設プロジェクトマネジメント。2008年にはアジア13カ国16大学の建設マネジメントを専門とする大学教員のフォーラム、ICMFAを設立し議長に就任。現在も国内外で建設マネジメントに関する研究と人材育成活動を続けている。趣味の帆船模型の制作は設計図を入手しながら現在も行っており、長年の間に制作した作品はジョン万次郎 資料館（高知県土佐清水市）に多数寄贈、主要な展示物となっている。

## 略歴
- 1967年 武蔵工業大学（現・東京都市大学）工学部土木工学科 卒業
- 1967年 大成建設株式会社 入社

1974年よりインドネシア、ナイジェリア、インド、コロンビア等の国際プロジェクトに従事。1980年から約2年間、プロジェクトマネジメントの実践技術を学ぶため米国ブラウン&ルーツに勤務。1986年より国際事業本部の契約管理部プロジェクト室長、土木部技術室長、土木部長、営業統括部長、国際事業本部本部次長を歴任
- 1996年 大成建設在籍中に「国際建設マネジメントの研究」で東京大学にて博士号取得[3]
- 1999年 武蔵工業大学非常勤講師
- 2000年 大成建設退社。日本工営株式会社及び(株)建設企画コンサルタント技術顧問
- 2001年 武蔵工業大学客員教授
- 2001年 高知工科大学 教授
- 2003年 カンボジア工科大学 客員教授
- 2008年 モンゴル科学技術大学 客員教授
- 2016年 東京都市大学大学院社会人コース客員教授

## 受賞歴
- 1996年 土木学会論文賞[4]
- 2009年 土木学会 国際貢献賞[5]
- 2015年 EACEF-5 Best Paper Award
- 2016年 土木学会功績賞

## 著書
- 1992年 南北アメリカの鉄道（吉井書店）
- 2001年 21世紀型建設産業の理論と実践 国際建設プロジェクトのマネジメント技術（山海堂）
- 2005年 若き挑戦者たち－国土を支えるシビルエンジニア－（土木学会）
- 2009年 Principles and Practice of International Construction Project Management（英光社）
- 2018年 幕末と帆船―ジョン万次郎が歩んだ道（高知社会基盤システム）
- 2019年 詳説「公共工事標準請負契約約款」 建設契約管理の理論と実践〈上〉（日刊建設工業新聞社）
- 2021年 詳説「公共工事標準請負契約約款」 建設契約管理の理論と実践〈下〉（日刊建設工業新聞社）